# Ерменгард фон Липе
Ерменгард фон Липе (на немски: Ermgard zur Lippe; * 1469; † сл. 24 август 1524) е благородничка от Липе и чрез женитба графиня na Графство Хоя.
Тя е дъщеря на Бернхард XII фон Липе (1429 – 1511) и съпругата му графиня Анна фон Холщайн-Шауенбург (1435 – 1495), дъщеря на граф Ото II фон Холщайн-Пинеберг и Елизабет фон Хонщайн.

## Фамилия
Ерменгард фон Липе се омъжва на 2 февруари 1482 г. в Мьоленбек (или 1488/1489 г.) за граф Йобст I фон Хоя (* ок. 1460; † 6 януари или април 1507), най-големият син на граф Йохан V фон Хоя († 1466) и Елизабет фон Дипхолц († 1475). Те имат шест деца:
- Йобст II (* 1493 † 25 април 1545), от 1511 граф на Хоя
- Йохан VII († между 11 и 14 юни 1535 в битка), шведски военачалник
- Ерих IV/II († 24 октомври 1547), получава частичното графство Щолценау
- Анна († сл. 1520), канонеса в манастир Фреден и Есен (1507 – 1520)
- Елизабет († 1507/1520), канонеса в манастир Фреден, абатиса в Есен (1507 – 1520)
- Мария (* 25 юли 1508; † 21 ноември 1579), омъжена на 28 юли 1530 г. за граф Йост фон Бронкхорст и Боркуло (1503 – 1553)